# سيلينا دافنبورت
سيلينا دافنبورت (بالإنجليزية: Selina Davenport)‏ (27 يونيو 1779، لندن في المملكة المتحدة - 14 يوليو 1859)؛ روائية بريطانية.